# Stranger Things
Stranger Things (englisch für ‚Merkwürdigere Dinge‘) ist eine US-amerikanische Science-Fiction-Mysteryserie, die am 15. Juli 2016 beim US-amerikanischen Video-on-Demand-Anbieter Netflix veröffentlicht wurde. Die Idee zu Stranger Things stammt von den Zwillingsbrüdern Matt und Ross Duffer, die von den Science-Fiction- und Horrorfilmen der 1980er Jahre inspiriert wurden, darunter insbesondere Werke von Steven Spielberg oder John Carpenter.
Netflix veröffentlichte die neunteilige zweite Staffel weltweit am 27. Oktober 2017. Im Dezember 2017 gab Netflix die Produktion einer dritten Staffel bekannt, die am 4. Juli 2019 veröffentlicht wurde. Am 30. September 2019 wurde die Produktion der vierten Staffel bekanntgegeben, deren Dreharbeiten im Januar 2020 begannen. Die ersten Folgen („erste Ausgabe“) der vierten Staffel erschienen am 27. Mai 2022, während die restlichen Folgen als „zweite Ausgabe“ am 1. Juli veröffentlicht wurden. Die finale fünfte Staffel wird in drei Teilen veröffentlicht. Während der erste Teil am 26. November 2025 erscheint, folgt der zweite Teil am 25. Dezember 2025, und das Finale an Silvester 2025.
Die Serie spielt in den 1980er Jahren im fiktiven Ort Hawkins in Indiana. Im Mittelpunkt stehen vier befreundete Jungen und das mysteriöse, plötzlich aufgetauchte Mädchen Elfi, das über psychokinetische Fähigkeiten verfügt. Ausgehend von der Suche nach einem der Freunde, der zu Beginn der ersten Staffel verschwindet, kommen die Kinder übernatürlichen Ereignissen und geheimen Experimenten der Regierung auf die Spur.
In Stranger Things finden sich zahlreiche visuelle Referenzen an bekannte Filme aus den 1970er- und 80er-Jahren wie Die Goonies, E.T., Alien, Stand by Me, Poltergeist, Joey, Shining, Unheimliche Begegnung der dritten Art, Zurück in die Zukunft und andere. Außerdem zitiert die Episode Der Floh und der Akrobat von Staffel 1 aus Unser Kosmos des Schriftstellers Carl Sagan und die Viele-Welten-Interpretation des Physikers Hugh Everett.

## Handlung

### Staffel 1
Am 6. November 1983 verschwindet in der fiktiven Kleinstadt Hawkins im US-Bundesstaat Indiana der Junge Will Byers. Während sich seine verzweifelte, alleinerziehende Mutter Joyce Byers an die örtliche Polizei wendet, machen sich seine drei besten Freunde Mike, Dustin und Lucas auf die Suche nach ihm. Im Wald stoßen sie auf ein verstörtes Mädchen mit kurzgeschorenem Haar, auf dessen Arm die Ziffern 011 tätowiert sind, weshalb es von den drei Freunden Elfi genannt wird. Elfi besitzt paranormale Fähigkeiten, die sie in Gefahrensituationen anwendet. Diese haben jedoch eine starke körperliche Schwächung zur Folge. Das Mädchen gibt zu verstehen, Informationen über den Aufenthaltsort des Jungen zu besitzen, und die drei Freunde nehmen es bei sich auf.
Wenig später verschwindet Barbara, die beste Freundin von Mikes älterer Schwester Nancy. Nancy schließt sich mit Wills Bruder Jonathan zusammen, um den Ereignissen auf den Grund zu gehen.
Im Verlauf der Serie wird in Rückblenden der Hintergrund von Elfi erklärt. So kam das Mädchen nach seiner Geburt in die Gewalt eines von der Regierung unterstützten wissenschaftlichen Forschungsteams, in dem es seine mentalen Fähigkeiten ausbauen und übersinnliche Techniken erlernen sollte, unter anderem telekinetische Fähigkeiten. Elfis paranormale Fähigkeiten resultieren aus wissenschaftlichen Experimenten an ihrer Mutter, die inzwischen lebensunfähig und pflegebedürftig ist. Der Leiter des Hawkins National Laboratory, Martin Brenner, gibt außerdem vor, ihr Vater zu sein, um ihr Vertrauen aufrechtzuerhalten. In einer Parallelwelt stieß sie auf ein Monster, das jedes Lebewesen tötet.
Die Beteiligten gelangen in ein Netz aus streng geheimen Regierungsexperimenten und übernatürlichen Ereignissen. Eine wichtige Rolle spielt dabei das Hawkins National Laboratory (kurz Hawkins Labs), eine abgeschottete Forschungseinrichtung des Energieministeriums in einem Wald vor der Stadt. Deren Leiter Martin Brenner versucht, Elfi mit Hilfe von bewaffneten Einheiten wieder in seine Hände zu bekommen.
Mit dem Polizisten Jim Hopper sucht die Mutter des verschwundenen Jungen einen Zugang zu jener Paralleldimension, in der ihr Sohn noch am Leben sein soll. Sie kann zusammen mit Hopper in die Dimension eindringen und Will befreien. Für Nancys Freundin Barbara kommt jedoch jede Hilfe zu spät.
Bei einem Kampf in der örtlichen Schule besiegt Elfi das Monster mittels ihrer paranormalen Kräfte, entschwindet dann aber aufgrund dieser hohen Anstrengung mit dem Monster in eine andere Dimension. Am Ende der Staffel bringt der Polizist Jim Hopper Waffeln, Elfis Lieblingsessen, in eine Truhe in den Wald, um es ihr zukommen zu lassen. Ihr weiteres Dasein in einer anderen Dimension ist also anzunehmen. Zum Schluss wird noch eine Verbindung von Will zur Paralleldimension offenbart: Als er sich an Heiligabend im Bad die Hände wäscht, hustet er und spuckt dabei ein wurmartiges Wesen in das Waschbecken. Für einen kurzen Moment befindet er sich danach in der Parallelwelt.

### Staffel 2
Am 28. Oktober 1984 flieht eine junge Frau zusammen mit anderen Jugendlichen von einem Tatort. Sie setzt parapsychische Kräfte ein, um die verfolgenden Streifenwagen durch die Illusion eines einstürzenden Tunnels kollidieren zu lassen. Ihre Nase beginnt zu bluten, und an ihrem Handgelenk sieht man eine Tätowierung mit der Nummer 008.
In Hawkins laufen die Vorbereitungen für Halloween auf Hochtouren, als Hopper über seltsame Vorfälle auf Kürbisfeldern informiert wird. In der Schule sorgt die neue Mitschülerin aus Kalifornien für Aufregung in der Nerdclique: Maxine (kurz: Max) ist neu an der Schule und hat unter dem Namen Mad Max in der Spielhalle bereits die Rekorde von Dustin im Spiel Dig Dug geknackt.
Will kämpft derweil mit Problemen ganz anderer Art: Er wird immer wieder von seltsamen Anfällen heimgesucht, in denen er die Schattenseite sieht und von einem riesigen Schattenmonster verfolgt wird, das einer überdimensionalen Spinne ähnelt. Dr. Owens vom Hawkins Lab, der sich um Will kümmert, nimmt den Zustand des Jungen nicht ernst. Er vermutet, dass Will wegen seiner Zeit in der anderen Welt unter einer Posttraumatischen Belastungsstörung leidet, die schlimmer wird, je näher der Jahrestag seines Verschwindens aus Hawkins kommt.
In der Zwischenzeit kämpft Mike noch immer mit dem Verlust von Elfi, die er für tot hält. Trotzdem versucht er jeden Tag, über Funk mit ihr Kontakt aufzunehmen. In Wahrheit ist Elfi die Flucht aus der anderen Dimension gelungen und nach längerem Aufenthalt in den Wäldern um Hawkins von Hopper gefunden worden. Dieser versteckt Elfi inzwischen seit fast einem Jahr in der alten Jagdhütte seines Großvaters. Er hält ihre Rückkehr geheim und verbietet ihr, die Hütte zu verlassen, geschweige denn, Mike zu sehen, worüber die beiden in einen heftigen Streit geraten und Hopper ihr Hausarrest erteilt.
Nancy leidet noch immer unter den Schuldgefühlen bezüglich Barbaras Tod, worüber auch die Beziehung zu Steve zerbricht. Barbs Eltern glauben weiterhin daran, dass ihre Tochter am Leben ist, und haben sich mittlerweile hoch verschuldet und sogar ihr Haus verkauft, um einen Privatdetektiv namens Murray Bauman zu engagieren. Diesem vertrauen sich Nancy Wheeler und Jonathan Byers letztendlich mit geheimen Tonbandaufnahmen aus dem Labor an, die bestätigen, dass die Experimente im Labor mit Barbs Tod zusammenhängen.
Wills Zustand verschlechtert sich zusehends. Von seinen Freunden scheint aber lediglich Mike ein offenes Ohr für ihn zu haben, während Lucas und Dustin damit beschäftigt sind, Max’ Gunst zu erlangen. Dustin hofft, sie mit seinem neuen, ungewöhnlichen Haustier beeindrucken zu können. In seiner Mülltonne hat er eine Art Reptil gefunden, das er auf den Namen D’Artagnan – kurz Dart – tauft. Dart häutet sich immer wieder, wächst erschreckend schnell und stellt sich als Monster von der anderen Seite heraus.
Als es den Kindern in der Schule entwischt und sie sich auf die Suche nach ihm machen, erinnert sich Will daran, dass er nach seiner Rückkehr aus der anderen Welt ein schleimiges Ding in das Waschbecken erbrochen hat. Er scheint anzunehmen, dass Dart aus der anderen Welt stammt.
Joyce Byers lässt Wills Zustand keine Ruhe. Sie sieht sich das Video an, das Will mit einer Kamera am Abend von Halloween gedreht hat, ehe er eine weitere Vision von der anderen Welt hatte. Auf dem Tape entdeckt sie das Abbild des riesigen, spinnenartigen Monsters.
Als Will das Schattenmonster auf dem Sportplatz der Schule erneut erscheint, rennt er nicht mehr fort, sondern stellt sich dem Monster, das daraufhin in seinen Körper eintaucht. Joyce und die anderen finden Will.
Joyce bringt Will nach Hause, damit er sich von dem Anfall erholen kann. Sie lässt ihm ein warmes Bad ein, weil seine Körpertemperatur ziemlich niedrig ist, doch er weigert sich, in die Badewanne zu steigen, mit der Begründung, dass es es gern kalt habe.
Später berichtet Will Joyce und Hopper, den sie um Hilfe gebeten hat, dass er mit dem Schattenmonster verbunden ist. Um es ihnen verständlich zu machen, fertigt Will sehr viele Skizzen an und Joyce und Hopper setzen sie zu einer riesigen Karte, die sich über das gesamte Haus erstreckt, zusammen.
Hopper macht unter den verfaulten Kürbisfeldern eine weitere erschreckende Entdeckung: Die andere Seite hat sich von Hawkins Labor aus in einem unterirdischen Tunnelsystem unter dem Boden von Hawkins ausgebreitet. Hopper wird im Tunnelsystem eingeschlossen und vom Schattenmonster gefangen. Durch die Hilfe von Bob, dem neuen Lebensgefährten von Joyce, kann Hopper rechtzeitig lokalisiert und befreit werden.
Wills Anfälle werden immer schlimmer; gemeinsam mit Mike findet er heraus, dass er in Verbindung mit der anderen Seite steht und auf deren Erinnerungen zugreifen kann, die er Jetzt-Erinnerungen nennt. Will fungiert somit als eine Art Spion, der sein Wissen nutzt, um die Bewohner von Hawkins beim Vorgehen gegen das Monster zu unterstützen. Dabei verliert Will jedoch mehr und mehr seiner eigenen Persönlichkeit und Erinnerung, was so weit führt, dass Will nicht einmal mehr Bob oder Hopper wiedererkennt.
Am Ende nutzt nicht nur Will seine Verbindung zum Monster, sondern auch andersherum: Will schickt auf Befehl des Monsters eine Gruppe von Soldaten in eine Falle im Tunnelsystem, wo diese von einer Gruppe von Monstern getötet werden. Joyce weiß, dass sie die Verbindung zwischen ihrem Sohn und dem Monster unterbrechen muss, um Will zu retten, doch niemand weiß, wie das möglich ist.
In der Zwischenzeit hat Elfi die Abwesenheit von Hopper ausgenutzt, um aus Hawkins zu verschwinden und ihre Mutter ausfindig zu machen. Mit ihren Fähigkeiten gelingt es ihr, eine Verbindung zu ihrer apathischen Mutter herzustellen. Auf diesem Weg erfährt Elfi von der Existenz eines weiteren Mädchens, das wie sie ist: Kali, alias Acht. Diese lebt mit einer Gruppe von kriminellen Außenseitern in einem Industriegebiet von Chicago und hat sich geschworen, ehemalige Angestellte des Hawkins Labors ausfindig zu machen und für ihr Tun zu bestrafen. Kali verfügt, ähnlich wie Elfi, über besondere Fähigkeiten. Sie kann die Wahrnehmung der Menschen beeinflussen und Illusionen heraufbeschwören. Die Clique der Außenseiter nutzt Elfis telepathische Fähigkeiten, um ihr nächstes Opfer zu finden. Gerade als Elfi im Begriff ist, sich an ihm dafür zu rächen, dass er den Verstand ihrer Mutter mittels Elektroschocks zerstört hat, erfährt sie, dass er Familienvater ist und zwei kleine Töchter hat. Elfi bringt es nicht über sich, den Mann zu töten, und verschwindet bei der anschließenden Flucht vor der Polizei, um nach Hawkins zurückzukehren, da sie spürt, dass ihre Freunde in Gefahr sind und ihre Hilfe brauchen.
Das Monster von der anderen Seite gewinnt an Macht und immer mehr Demohunde – so nennt Dustin die kleineren Demogorgons, zu denen auch Dart zählt – verbreiten sich in Hawkins und greifen das Labor an, in dem sich noch immer das Tor zur anderen Seite befindet. Hopper, Will, Joyce, Mike, Bob und Dr. Owens sind im Labor zusammen mit den Demohunden gefangen, nachdem das Gebäude durch einen aktivierten Alarm komplett abgeriegelt wurde. Bob, der sich mit Computern auskennt, erklärt sich dazu bereit, die Abriegelung aufzuheben, damit Joyce und die anderen fliehen können. Bobs Plan hat Erfolg, jedoch wird er auf der Flucht von den Demohunden getötet.
Als die Gruppe wieder komplett im Haus der Byers eintrifft, versuchen sie, Kontakt zu Will herzustellen, der vom Schattenmonster kontrolliert wird. Dabei bemerkt Hopper, dass Will ihnen unauffällig eine Nachricht via Morse-Code übermittelt und sie auf die Art auffordert, das Tor im Labor zu schließen.
Als das Telefon der Byers klingelt, erkennt das Schattenmonster in Will, wo er ist, und ruft die Demohunde herbei. Die Gruppe macht sich auf eine Schlacht gefasst, doch als die Hunde das Haus erreichen, taucht plötzlich Elfi auf und tötet die Hunde mithilfe ihrer Fähigkeiten.
Steve passt auf Dustin, Lucas, Mike und Max auf, die gemeinsam im Byers-Haus zurückbleiben und den Plan entwickeln, die Demohunde von dem Labor fernzuhalten, indem sie sie mit einem Feuer im Tunnel ablenken. Joyce, Jonathan und Nancy haben sich mit Will in Hoppers geheime Hütte zurückgezogen, um den Jungen enormer Hitze auszusetzen und damit das kälteliebende Schattenmonster aus seinem Körper zu verjagen – mit Erfolg.
Hopper und Elfi gelingt es, das Tor zur anderen Seite zu schließen – dank des Ablenkungsmanövers von Steve und den restlichen Kindern. Hawkins ist wieder in Sicherheit.
Einen Monat später muss das Labor in Hawkins endgültig geschlossen werden, nachdem Nancy, Jonathan und der Privatdetektiv Tonbandaufnahmen an diverse Zeitungen des Landes versendet und eine abgespeckte Version des Skandals enthüllt haben, aus dem Labor seien giftige Toxine nach draußen gedrungen. Es wird so dargestellt, als ob Barb an diesen Giftstoffen gestorben sei. Endlich können ihre Eltern die sinnlose Suche beenden und ihre Tochter beerdigen.
Dr. Owens überrascht Hopper mit einer Geburtsurkunde, die Elfi – fortan Jane Hopper – ein normales Leben als seine angeblich leibliche Tochter ermöglichen soll. Obwohl Owens ihm rät, Jane noch ein Jahr versteckt zu halten, bis sich alles beruhigt hat, erlaubt Hopper ihr, zum jährlichen Winterball zu gehen, wo sie mit Mike tanzt und sich die beiden küssen. Max und Lucas sind ebenfalls ein Paar, ebenso Nancy und Jonathan. 
Die letzte Szene zeigt, dass das Schattenmonster noch immer am Leben ist und die Schule, in der der Winterball stattfindet, auf der anderen Seite im Auge behält.

### Staffel 3
Zu Beginn der dritten Staffel, im Juni 1984 versuchen sowjetische Wissenschaftler, ein Tor zur anderen Seite zu öffnen. Das gelingt nur für einige Sekunden. Der Oberbefehlshaber der Wissenschaftler gibt ihnen ein Jahr Zeit, das Tor erneut und auf Dauer zu öffnen.
Ein Jahr später, im Sommer 1985, kommt Dustin nach einem Monat im Sommercamp nach Hawkins zurück, doch bis auf Will und Steve haben nun alle seine Freunde Beziehungen und deshalb nur wenig Zeit für ihn. Doch auch Dustin hat im Camp ein Mädchen kennengelernt: Suzie. Da sie nicht in seiner Nähe wohnt, will er über einen selbstgebauten, besonders starken Walkie-Talkie-Empfänger mit ihr reden. Er schafft es jedoch nicht, eine Verbindung mit ihr herzustellen, wodurch bei den Anderen Zweifel an Suzies Existenz aufkommen. Stattdessen empfängt Dustin allerdings eine russische Nachricht. Hopper tut sich währenddessen schwer damit, Elfis Beziehung mit Mike zu akzeptieren, und droht dem Jungen. Joyce wundert sich, warum die Magnete in ihrem Haus nicht mehr funktionieren, und Max’ Stiefbruder Billy, der im örtlichen Freibad als Rettungsschwimmer arbeitet, wird nachts von einem unbekannten Wesen angegriffen.
Mike hat Elfi belogen, da Hopper ihm drohte. Daraufhin macht sie, auf Anraten von Max, mit ihm Schluss. Gemeinsam verbringen die beiden Freundinnen einen Tag in der neu eröffneten Starcourt Mall, in der Steve arbeitet und Eis verkauft. Dustin weiht ihn in seine Entdeckungen ein, und gemeinsam wollen sie eine russische Verschwörung aufdecken. Doch Robin, die Kollegin von Steve, belauscht die zwei. Daraufhin wird auch sie eingeweiht und gemeinsam versuchen die 3, die russische Nachricht zu entschlüsseln. Nancy und Jonathan arbeiten als Praktikanten bei der Zeitung von Hawkins, und Nancy verfolgt auf eigene Faust die Geschichte einer alten Frau, deren Dünger anscheinend von Ratten gefressen wurde. Joyce sucht Mr. Clarke, den Physik- und Biologielehrer von Dustin, Mike, Will und Lucas, auf, um ihn zu ihrem Problem mit den Magneten zu befragen. Billy wurde vom Mindflayer infiziert und bekommt den Auftrag, mehr Opfer zu ihm zu bringen.
Joyce untersucht mit Hopper die seltsamen Begebenheiten in Hawkins. Dafür begeben sie sich in das verlassene Hawkins National Laboratory. Dort wird Hopper von einem unbekannten Mann zusammengeschlagen, der dann auf einem Motorrad flieht. Elfi bemerkt zufällig, dass etwas mit Billy nicht zu stimmen scheint, und macht sich gemeinsam mit Max auf die Suche nach ihm und der verschwundenen Rettungsschwimmerin Heather, Billys Kollegin. Will ist genervt davon, dass seine Freunde nur noch über ihre Beziehungen reden, und zwingt Mike und Lucas zu einem mädchenfreien Tag mit einer Runde Dungeons & Dragons. Lucas und Mike streiten sich jedoch mit Will, da die beiden sich nur noch für die Mädchen interessieren und sich nicht mehr um die Freundesgruppe der Jungs kümmern. Dustin und Steve suchen in der Mall nach Russen. Robin schafft es derweil, die russische Nachricht zu übersetzen, die allerdings verschlüsselt ist. Robin vermag jedoch, den Code zu knacken, und ihr wird die Verbindung zwischen dem Auftauchen der Russen in Hawkins und der Starcourt Mall klar. Will erkennt, dass der Mindflayer zurück ist. Währenddessen überwältigen Billy und Heather während eines Abendessens Heathers Eltern und verschleppen sie zum Mindflayer.
Hopper verdächtigt einen Mann mit Motorrad, den er zwei Tage zuvor im Büro von Bürgermeister Larry Kline gesehen hat, ihn überfallen zu haben. Als Kline ihm jedoch nicht verraten will, wer der Mann war, wird Hopper handgreiflich. Schließlich verrät Kline, dass der Mann für die Mall arbeitet. Er gibt zu, dass er sich von der Firma, die die Mall besitzt, bestechen ließ. Die Firma wollte noch ein Grundstück und Kline sollte die Besitzer zum Verkauf drängen. Dustin, Steve und Robin sind sich sicher, dass die Russen etwas in einem geheimen Lager in der Starcourt Mall verstecken. Sie kommen aber nicht an die Schlüsselkarte, die die Tür zum Lager öffnet. Die drei finden heraus, dass man durch die Lüftungsschächte in das Lager gelangt, müssen aber feststellen, dass sie zu groß dafür sind, und bitten Lucas’ kleine Schwester Erica um Hilfe. Nancy und Jonathan werden von der Hawkins Zeitung gefeuert und trennen sich für kurze Zeit. Will informiert Lucas und Mike über die Rückkehr des Mindflayers und sie informieren die beiden Mädchen darüber. Dustin erreichen sie allerdings nicht. Elfi und Max vermuten, dass der Mindflayer Billy neu befallen haben könnte. Sie testen es, indem sie ihn in eine Sauna sperren. Und tatsächlich: Er kann die Hitze nicht ertragen, genau wie der Mindflayer zuvor. Billy gelingt die Flucht, und mittlerweile hat er schon eine kleine Armee aus Mindflayer-Zombies zusammengestellt.
Joyce und Hopper können Alexej entführen, einen der heimlich in Hawkins arbeitenden russischen Wissenschaftler. Sie bringen ihn zu Hoppers Vertrautem Murray Bauman, der Russisch spricht und für sie übersetzt. Nach anfänglichen Schwierigkeiten lässt sich so eine Art Vertrauensverhältnis aufbauen – nur Hopper zeigt sich nach wie vor skeptisch Alexej gegenüber.
Steve, Dustin, Robin und Erica gelangen in den Lagerraum der Russen, der sich als Fahrstuhl entpuppt und sie weit in den Untergrund führt, wo die Russen ihre Experimente durchführen. Nancy und Jonathan besuchen die alte Dame ihrer Ratten-Recherche im Krankenhaus, doch mit ihr scheint etwas nicht zu stimmen und bald werden sie von Mindflayer-Zombies – Nancys und Jonathans ehemaliger Chef und ein weiterer Angestellter – angegriffen, die beinahe alle Personen im Krankenhaus getötet haben. Sobald man sie besiegt hat, verwandeln sie sich in blutigen Glibber und mutieren zu einem größeren, "fleischigen" Monster.
Als Robin und Steve von Russen gefangen und gefoltert werden, müssen Dustin und Erica einen Plan schmieden, um sie zu retten. Mike ist nicht begeistert davon, dass Elfi erneut ihr Leben riskieren muss. Sie taucht in Billys Verstand ein und sieht dabei, wie sein gewalttätiger Vater ihn nach und nach verdorben hat. Mindflayer-Billy hält sie dann aber in seinem Verstand fest und droht damit, sie und all ihre Freunde umzubringen. Der Mindflayer weiß, dass nur Elfi ihn aufhalten kann. Währenddessen bildet sich aus allen Mindflayer-Zombies ein riesiges Monster, das sich dem Jahrmarkt zum Unabhängigkeitstag nähert.
Dustin und Erica können Steve und Robin aus der geheimen Anlage der Russen befreien. Das Mindflayer-Monster geht nicht zum Jahrmarkt, sondern zu Hoppers Hütte, da es durch Elfis Kontakt mit Billy weiß, wo sie sich befinden. Elfi kann das Monster vorerst abwehren, wird aber ins Bein gebissen. Sie wollen sie in einem Supermarkt in der Mall behandeln, werden dort aber bald von den Russen gesucht, und auch das Monster ist wieder auf dem Weg zu ihnen. Robin und Steve sprechen sich aus, dass sie kein Paar werden können, sondern nur Freunde sind.
In der Zwischenzeit kommen auch Hopper, Joyce, Murray und Alexej beim Jahrmarkt an. Hopper und Joyce begeben sich auf die Suche nach den Kindern. Zuvor weist Hopper Murray und Alexej an, unbedingt im Auto zu bleiben, was diese aber ignorieren, um Spaß zu haben. Dem korrupten Bürgermeister Kline gelingt es unbemerkt, die Russen zu informieren, welche immer noch auf der Jagd nach Hopper und Joyce sind. Hierbei wird Alexej, für seine Landsleute ein Verräter, ermordet. Hopper, Joyce und Murray gelingt die Flucht.
In der Mall kommen nun alle zusammen, auch Hopper, Joyce, Murray, Nancy und Jonathan, um die Russen aufzuhalten und das Monster zu besiegen. Das Mindflayer-Monster kann nämlich nur agieren, weil die Russen ein Portal zur Schattenwelt offen halten. Joyce, Hopper und Murray wollen die Anlage lahmlegen und das Monster so unschädlich machen. Währenddessen wird oben im Einkaufszentrum gekämpft, doch Elfi scheint ihre Kräfte verloren zu haben. Billy greift Elfi an, diese kann ihn aber mit Erinnerungen an seine Mutter und seine glückliche Kindheit besänftigen, woraufhin er sich dem Monster in den Weg stellt und getötet wird. Hopper und Joyce gelingt es durch die Hilfe von Dustins Freundin Suzie, die ihnen über Funk einen wichtigen Zahlencode übermittelt, bis zur Anlage durchzukommen, dort wird Hopper aber von einem Russen angegriffen. Er entscheidet den Kampf für sich, befindet sich anschließend aber in einem Bereich, den er nicht mehr verlassen kann, wenn Joyce die Anlage abschalten soll. Sie tut es und Hopper ist verschwunden. Kurz zuvor hatten die beiden noch besprochen, dass sie endlich auf ein Date zu "Enzo's" gehen werden, wenn sie heil aus der Sache rauskommen.
Drei Monate später wurde Hopper für tot erklärt und Elfi ist bei Joyce, Will und Jonathan eingezogen. Die Byers ziehen allerdings weg aus Hawkins, da die Stadt Joyce’ Meinung nach zu gefährlich ist. So müssen viele der Freunde Abschied nehmen.
Währenddessen erfährt man, dass die Russen einen Amerikaner in Russland gefangen halten. Außerdem sieht man, wie ein russischer Gefangener von einem Demogorgon aufgefressen wird.

### Staffel 4
Einige Monate nach den Ereignissen im Sommer 1985 ist die einstige Gruppe verstreut: Während Dustin, Mike, Lucas, Max und Co. weiterhin in Hawkins leben, ist Joyce mit ihren Kindern und Elfi nach Kalifornien gezogen. Diese haben es dort schwer, sich in ihrer neuen Schule einzugewöhnen. Hopper, welcher die Explosion überlebt hat und nun in Russland gefangen ist, versucht Kontakt zu seinen Freunden herzustellen. Schon bald plant jedoch eine Kreatur von der anderen Seite die Rache an der Kleinstadt in Indiana.

## Figuren

### Joyce Byers
Joyce Byers ist die Mutter von Will und Jonathan Byers und von Lonnie Byers, dem Vater ihrer beiden Kinder, geschieden. Joyce ist eine sehr fürsorgliche und willensstarke Frau. Sie arbeitet als Einzelhandelskauffrau bei Melvald’s General Store in der Innenstadt von Hawkins. In Hawkins geboren und aufgewachsen besuchte sie die Hawkins High School gemeinsam mit Jim Hopper und Bob Newby, welcher in der zweiten Staffel ihr Lebensgefährte ist (er wird später von einem Demogorgon getötet). In der dritten Staffel plant sie, ihr Haus zu verkaufen und Hawkins zu verlassen, worüber Hopper sehr bestürzt ist. Dieser versucht, sie davon zu überzeugen, mit ihm auszugehen. Obwohl sie Gefühle für ihn hat, versucht Joyce keine Beziehung mit ihm zu beginnen. Sie ist hauptsächlich daran interessiert, herauszufinden, warum die Magnete in ihrem Haus immer wieder von ihrem Kühlschrank fallen (in dem Maße, dass sie nicht bis zu dem Essen erscheint, das sie zusammen geplant hatten). Sie und Hopper decken eine russische Verschwörung auf, während sie der Sache mit den Magneten auf den Grund gehen. Nachdem sie das russische Labor unter der neuen Starcourt Mall infiltriert haben, wo die Russen ein weiteres Portal in das Upside Down geöffnet haben, ist Joyce gezwungen, das Portal zu schließen, indem sie die russische Maschine ausschaltet, welche die Energie zum Öffnen des Portals liefert. Dabei wird Hopper, der sich im Raum der Maschine befindet, am Ende dem Schein nach „getötet“, da er spurlos verschwunden ist. Joyce wird zur Mutterfigur von Eleven, nachdem sie diese bei sich aufgenommen hat. Die Familie Byers und Eleven ziehen drei Monate nach Hoppers angeblichen Tod aus Hawkins weg. Nachdem sie in der vierten Staffel die Nachricht erhält, dass Hopper noch lebt und in Russland gefangen gehalten wird, reist sie zusammen mit Murray nach Alaska, um von dort nach Russland zu gelangen. Der vermeintliche Helfer und Flugzeugpilot stellt sich jedoch als Menschenhändler heraus und versucht, sie und Murray zu verkaufen. Dies gelingt nicht und die beiden gelangen über Umwege ins Gefangenenlager, um Hopper zu befreien.

### Jim Hopper
James „Jim“ Hopper, mit dem Spitznamen „Hop“, ist der Polizeichef von Hawkins. Hopper hat fast sein ganzes Leben lang in Hawkins gelebt, nachdem er mit Joyce und Bob die High School besucht hatte. Hoppers erste Ehe zerbrach, nachdem seine kleine Tochter Sarah an Krebs gestorben war. Danach flüchtete er sich in eine Alkohol- und Tablettensucht. Durch die Geschehnisse in Hawkins wird er verantwortungsbewusster und rettet Will vor dem Demogorgon. Im Verlauf der zweiten Staffel stellt sich heraus, dass er Elf bei sich aufgenommen hat und vor den Wissenschaftlern des Hawkins Lab versteckt. Am Ende der zweiten Staffel wird er durch eine von Dr. Owens überreichte Geburtsurkunde auch ganz offiziell zu Elfs leiblichem Vater erklärt. In Staffel 3 versucht er, El und Mike zu trennen, da er mit ihrer Beziehung nicht klar kommt. Er hingegen versucht Joyce für sich zu gewinnen. Durch Joyce wird er erneut in eine Untersuchung des Übernatürlichen verwickelt, was sie dazu bringt, eine russische Verschwörung aufzudecken. Er wird am Ende der Staffel dem Schein nach durch eine Explosion getötet, die von der russischen Maschine verursacht wurde, welche die Energie lieferte, um ein Portal zum Upside Down zu öffnen. In einem Trailer zur vierten Staffel wird er lebendig in Russland gezeigt. In Staffel 4 verrichtet er als Gefangener in einem russischen Lager schwere Arbeit und mit Hilfe eines Gefängniswärters versucht er von dort auszubrechen. Dies gelingt mehrere Male nicht. Schließlich muss er zusammen mit anderen Gefangenen gegen einen Demogorgon kämpfen, den die Russen ebenso gefangen halten. Im Laufe der vierten Staffel wird er von Joyce und Murray aus dem Lager befreit. Dabei kommt er mit Joyce zusammen, da sich beide ihrer Gefühle füreinander bewusst werden. Hopper kann am Ende den Kampf gegen den Demogorgon für sich entscheiden und kommt nach Hause, wo er letztendlich auf Elf trifft und somit Vater und Tochter wieder vereint sind.

### Mike Wheeler
Michael „Mike“ Wheeler ist der Sohn von Karen und Ted, jüngerer Bruder von Nancy und älterer Bruder von Holly, und ist mit Lucas Sinclair, Dustin Henderson und seinem besten Freund Will Byers befreundet. Mike ist ein intelligenter und gewissenhafter Schüler, der sich seinen Freunden verpflichtet fühlt. In ihrer Dungeons and Dragons-Gruppe ist Mike der Paladin und spielt normalerweise die Rolle des Dungeon Master. Er entwickelt Gefühle für Eleven (oder El, wie Mike und seine Freunde sie lieber nennen). Am Ende der ersten Staffel küsst er El und gesteht ihr so seine Gefühle. In der zweiten Staffel beginnt er, mehr Zeit mit Will Byers zu verbringen und scheint eine engere Bindung zu ihm zu bekommen. Er ist der erste, dem Will von dem Monster (Mind Flayer) erzählt, welches er in seinen Visionen sieht. Er begleitet Will, Joyce und Bob ins Labor, als Wills Zustand schlimmer wird. Als Eleven wieder auftaucht, ist er überglücklich, sie wiederzusehen. Gleichzeitig ist er wütend auf Hopper, da dieser ihm nicht gesagt hat, dass er El bei sich versteckt. Einen Monat später tanzen El und Mike auf dem Schulball (Snowball) und küssen sich. Im nächsten Sommer sind die beiden, sehr zum Ärger Hoppers, zusammen. Als es mit der Beziehung nicht rund läuft, sucht sie Rat bei Max und freundet sich mit ihr an. An dem Tag, als die Byers mit El wegziehen, verspricht ihr Mike, in Kontakt zu bleiben, und plant Besuche an Thanksgiving und Weihnachten. Elf sagt Mike dann, dass sie ihn liebt, und küsst ihn, bevor sie Hawkins mit der Byers-Familie verlässt. In Staffel 4 besucht er die Familie in den Ferien und wird mit den Umständen konfrontiert, dass Elf gemobbt und nach einer Racheaktion verhaftet wird, wobei sie vor ihrer Einlieferung von Dr. Owens befreit wird. Als Mike mit Will, Jonathan und dessen Kumpel Argyle auf der Suche nach El sind, holen sie unter anderem Hilfe bei Dustins Freundin Suzie in Salt Lake City.

### Elf
Eleven, in der deutschen Version Elf mit Spitznamen „Elfi“, wurde als Jane Ives geboren. Sie ist die Tochter von Terry Ives und wuchs im Hawkins Lab auf. Dort wurde sie bis zum Beginn der ersten Staffel von Wissenschaftlern mit Hilfe von Experimenten untersucht. Eleven hat telekinetische und telepathische Kräfte, die es ihr ermöglichen, die Dinge mit ihrem Verstand zu kontrollieren. Sie entkommt aus dem Labor und freundet sich mit Mike, Will, Dustin und Lucas an. In der Dungeons and Dragons-Party ist sie die Magierin. In der zweiten Staffel wird sie von Jim Hopper versteckt, da er in Sorge um sie ist, sie könnte wieder ins Labor gesteckt werden. So wird dieser zu einer Vaterfigur von Eleven. Auf Grund eines heftigen Streits mit Hopper macht sie sich auf die Suche nach ihrer Mutter. Sie kehrt jedoch nach Hawkins zurück, um ihre Freunde vor den Demodogs zu retten. Am Ende der Staffel wird sie durch eine von Dr. Owens besorgte Geburtsurkunde auch ganz offiziell zu Hoppers Tochter namens Jane Hopper. Auf dem Snowball-Schulball tanzt sie mit Mike und die beiden küssen sich. In der dritten Staffel ist sie, zu Hoppers Ärger, mit Mike zusammen und wird vom Mind Flayer verfolgt, der durch das von den Russen geöffnete Tor zum Upside Down wieder nach Hawkins kommt. Im Verlauf der Staffel verliert sie ihre Kräfte. Nachdem das Tor zum Upside Down wieder verschlossen ist und Hopper als tot gilt, liest sie eine Rede, die Hopper geschrieben hat, um seine Sicht der Dinge zwischen ihm, El und Mike zu erklären. Aber er kam nie dazu, mit ihnen über seine Gefühle zu sprechen. Am Ende der dritten Staffel gesteht sie Mike, dass sie ihn liebt. Joyce nimmt Eleven bei sich auf und verlässt Hawkins. In Kalifornien ist sie heftigem Mobbing ausgesetzt. Als sie während des Besuches von Mike ihrer Widersacherin Angela einen Rollschuh an den Kopf wirft, wird sie schließlich verhaftet. Doch bevor sie ins Gefängnis gebracht wird, hält Dr. Owens den Transport auf und nimmt Eleven mit, damit sie ihre Kräfte wiedererlangen kann. Nachdem sie in dem neuen Labor auf Dr. Brenner trifft, entscheidet sie sich für die Experimente, damit sie mit seiner Hilfe wieder ihre Kräfte bekommen kann. Am Ende sind ihre Kräfte wieder hergestellt und sie begibt sich in den Kampf mit Vecna.

### Dustin Henderson
Dustin Henderson ist ein Freund von Mike, Will und Lucas. Er ist ein hochintelligenter und fleißiger Junge, dessen Kleidokraniale Dysplasie ihn zum Lispeln zwingt. In ihrer Dungeons and Dragons-Party ist Dustin der Barde und verfügt wohl über das umfangreichste Wissen über das Spiel, insbesondere über die Monster. Er ist am Anfang der ersten Staffel ein bisschen in Nancy Wheeler verknallt. Während der zweiten Staffel hat er, neben Lucas, auch Gefühle für Max. Er freundet sich in der zweiten Staffel durch Zufall mit Steve Harrington an. Dieser gibt ihm Ratschläge, wie man Mädchen „klarmacht“. Vor Beginn von Staffel drei verbringt Dustin einen Monat in einem Wissenschaftscamp und dank Steves Rat kommt er dort mit Suzie zusammen, von der er behauptet, sie sei ein Genie und „heißer als Phoebe Cates“. Dustins Freunde sind skeptisch, ob sie tatsächlich existiert, da er nicht in der Lage ist, mit ihr über seinen provisorischen Funkturm in Kontakt zu treten. Dustin entdeckt stattdessen die codierte russische Übertragung und geht damit zu Steve und Robin. Später beweist er Suzies Existenz, als er sie wegen der Planckkonstante kontaktiert. In Staffel vier tritt er mit Mike und Lucas dem „Hellfire Club“ bei, einem Dungeons and Dragons-Club. Dort freundet er sich mit Eddie an, dem Anführer des Hellfire Clubs.

### Lucas Sinclair
Lucas Charles Sinclair ist ein Freund von Mike, Will und Dustin und der älterer Bruder von Erica. Lucas ist zunächst misstrauisch gegenüber Elf, freundet sich aber später mit ihr an. In Staffel zwei schwärmt er für Max und am Ende dieser Staffel küssen sie sich. In ihrer Dungeons and Dragons-Party ist Lucas der Ranger. Er ist sehr geschickt im Umgang mit einer Schleuder, die die Gruppe „The Wrist Rocket“ nennt; in den ersten beiden Staffeln wird die Schleuder als komödiantische Wirkung als hoffnungslose Last-Minute-Verteidigung verwendet. In der dritten Staffel aber wird sie verwendet, um das Team tatsächlich vor Gefahr zu retten. Zu Beginn der vierten Staffel ist er ein eher unwichtiger Mitspieler des Basketballteams der High School. Er selbst sagt, nur dabei zu sein, um mehr Beliebtheit bei Mitschülern zu erlangen. Er und Max sind am Anfang der Staffel getrennt, nähern sich im Laufe der Zeit aber wieder aneinander an.

### Nancy Wheeler
Nancy Wheeler ist das erstgeborene Kind von Karen und Ted und somit die ältere Schwester von Mike und Holly Wheeler. Nancy ist zunächst so etwas wie eine Ausgestoßene in der Schule, bis sich der beliebte Schüler Steve Harrington für sie interessiert. Ihre Beziehung dauert bis zum Beginn der zweiten Staffel. Später, auch durch ein wenig Hilfe des Verschwörungstheoretikers Murray Bauman, kommt sie mit Jonathan Byers zusammen. Sie kann sehr gut mit Schusswaffen umgehen, trotz eines spürbaren Mangels an Ausbildung oder Übung. Sie wurde mit Pistolen, Revolvern, Gewehren und Schrotflinten gesehen. In der dritten Staffel arbeiten Nancy und Jonathan als Praktikanten bei der Hawkins Post, wo Nancy sexistischer Belästigung durch ihre männlichen Vorgesetzten ausgesetzt ist. Sie und Jonathan werden schließlich gefeuert, weil sie eine Geschichte gegen die Wünsche ihres Redakteurs verfolgt haben, aber Nancy untersucht den Fall weiter, was sie zu mehreren Begegnungen mit Besessenen führt, die vom Mind Flayer vom Upside Down kontrolliert werden. In der vierten Staffel ist sie Journalistin für die Schulzeitung und auch wieder im Kampf gegen das Böse aktiv.

### Jonathan Byers
Jonathan Byers ist der ältere Bruder von Will Byers und der erstgeborene Sohn von Joyce Byers. Er ist ruhig und gilt als Außenseiter in der Schule. Er ist ein aufstrebender Fotograf und sehr eng mit seiner Mutter und seinem Bruder verbunden. Er beginnt am Ende von Staffel 2 eine Beziehung mit Nancy. Sie werden beide in Staffel 3 Praktikanten bei der Hawkins Post. Dort werden sie aber von ihrem, vom Mind Flayer besessenen, Redakteur gefeuert. Er kämpft mit den anderen gegen die Bösewichte aus dem Upside Down, bevor er und seine Familie beschließen, Hawkins zu verlassen. In der vierten Staffel widmet er sich anfangs eher dem Rauchen „stinkender Pflanzen“, als sich um sein Studium zu kümmern. Im weiteren Verlauf des Geschehens macht er sich gemeinsam mit Mike, Will und Argyle auf die Suche nach Eleven.

### Karen Wheeler
Karen Wheeler ist die Mutter von Nancy, Mike, Holly und Ehefrau von Ted. Sie ist eine liebevolle Mutter, die weitgehend ahnungslos über die Aktivitäten ihrer Kinder bleibt. Am Ende der zweiten Staffel und Anfang der dritten flirtet sie mit Billy Hargrove, da sie sich von ihrem Familienleben gelangweilt fühlt. Jedoch beschließt sie letztlich gegen diese Gefühle anzukämpfen und geht Billy aus dem Weg. In der dritten und vierten Staffel ist sie nach wie vor sehr um ihre Kinder besorgt.

### Martin Brenner
Dr. Martin Brenner ist der leitende Wissenschaftler des Hawkins Laboratory und verantwortlich für die dort durchgeführten Experimente. Er ist ein gefühlloser und manipulativer Mensch, der Eleven von ihrer Mutter Terry Ives entführt hat. Später foltert er Terry mit einer Elektroschocktherapie, da sie gewaltsam versuchte, Eleven aus dem Labor zu retten. Sie überlebt dies, ist danach aber nicht mehr ansprechbar und geistig abwesend. Brenner unterzieht Eleven zahlreichen Experimenten (Projekt INDIGO), Hierbei öffnet sie versehentlich ein Tor zum Upside Down. Danach entkommt sie aus dem Labor. Er und sein Team jagen sie in ganz Hawkins, während sie die Aktionen des Demogorgon vertuschen, die sie unwissentlich loslassen. Brenner wird anscheinend im Finale der ersten Staffel vom Demogorgon getötet. In der zweiten Staffel behauptet ein ehemaliger Angestellter namens Ray, Brenner sei noch am Leben. In Staffel vier stellt sich dies als wahr heraus, als er Eleven zu sich holt, damit sie ihre Kräfte wiedererlangen kann. Beim finalen Versuch, sie vor dem Militär zu schützen, wird er erschossen.

### Will Byers
William „Will“ Byers, der jüngere Bruder von Jonathan Byers und der Sohn von Joyce Byers, ist ein freundlicher und oft schüchterner Junge. In der Dungeons and Dragons-Party der Gruppe ist Will der Geistliche, spielt aber später gelegentlich die Rolle des Dungeon Master; er wird als „Will the Wise“ bezeichnet. Im November 1983 verschwindet er im „Düsterwald“, nachdem er dem Monster begegnet ist, das durch einen Riss zum „Upside Down“ entkommen ist, einer alternativen Dimension, die von den Wissenschaftlern des Hawkins Laboratory entdeckt wurde. Er ist in der zweiten Staffel vom Mind Flayer aus dem Upside Down besessen, bis er durch die Bemühungen seiner Mutter, seines Bruders und Nancy Wheeler vom Mind Flayer befreit wird. In der dritten Staffel führt die Beschäftigung seiner Freunde mit ihren Freundinnen dazu, dass Will sich wie ein Außenseiter fühlt. Sein Link zum Mind Flayer hilft der Gruppe zu wissen, wann der Mind Flayer aktiv wird. Am Ende der Staffel zieht er mit seiner Mutter, seinem Bruder und Elf von Hawkins nach Kalifornien. In der vierten Staffel macht er sich mit Mike, Jonathan und dessen neuem Kumpel Argyle auf den Weg, Elf zu finden. Als diese im Finale dieser Staffel nach Hawkins reisen, fühlt Will durch seine Bindung zum „Upside Down“, dass Vecna noch lebt.

### Max Mayfield
Maxine „Max“ Mayfield ist eine begeisterte Skateboarderin. Sie schließt sich den anderen an und zieht die Aufmerksamkeit von Lucas auf sich, als bekannt wird, dass sie die höchste Punktzahl in Dig Dug erzielt hat. Obwohl sie nie Dungeons and Dragons gespielt hat, nennt sie sich selbst den „Zoomer“ der Party. Und trotz Mikes Beharren darauf, dass der Begriff erfunden sei, behauptet sie sich als Mitglied der Gruppe. Sie erklärt, dass die Rolle des „Zoomers“ darin besteht, die Gruppe von Ort zu Ort zu transportieren. In der zweiten Staffel, während sie sehr kompetent ein Skateboard fährt, sagt sie zu Mike: „Siehst du? Zoomer“. Max steht oft im Clinch mit ihrem rüpelhaften Stiefbruder Billy. Am Ende der zweiten Staffel gehen sie und Lucas zum Snowball und küssen sich. In der dritten Staffel freundet sie sich mit Elf an, nachdem sich diese an sie gewendet hat, um Rat bezüglicher ihrer Beziehung mit Mike einzuholen. Max überzeugt sie, dass Mike sie angelogen hat, um mit seinen Freunden zu spielen. Max hilft Eleven, die Außenwelt zu erkunden, besonders die Einkaufsmall. Sie wird als Fan von Wonder Woman gezeigt. In der dritten Staffel ist sie fester Bestandteil der Gruppe im Kampf gegen den Mind Flayer. In der vierten Staffel lebt sie mit einem ständigen schlechten Gewissen gegenüber ihrem durch den Mind Flayer getöteten Bruder. Sie wird außerdem von Vecnas Fluch begleitet, der verlangt, dass sie sich ihm anschließt und für ihn sterben soll. Nachdem Vecnas Fluch sie für kurze Zeit getötet hat, belebt Eleven sie wieder, sodass sie nun in einem Komazustand ist. Ihr Lieblingslied ist Running Up That Hill von Kate Bush, das die ganze vierte Staffel hindurch immer wieder gespielt wird und ihr im Kampf gegen Vecna hilft.

### Steve Harrington
Steve Harrington oder Steve „The Hair“ Harrington ist ein beliebter Schüler an der High School. Er versucht zunächst, eine Beziehung zu Nancy Wheeler aufzubauen. Dabei stört es ihn, dass diese mit Jonathan Byers unterwegs ist. Später bereut er dies. Steve spielt im späteren Verlauf der Serien dann eine wichtigere Rolle, entwickelt eine brüderähnliche Beziehung zu Dustin (während er ihm nicht so gute Beziehungsratschläge gibt) und erklärt sich selbst zum „Babysitter“ von Mike und seinen Freunden. Steve besitzt Jonathans „Schläger“, einen mit Nägeln durchbohrten Baseballschläger. In der ersten Staffel bekämpft er damit erfolgreich den Demogorgon. In der zweiten Staffel konnte er damit einige Demodogs töten. In der dritten Staffel arbeitet er in der Starcourt Mall im Scoops Ahoy, gemeinsam mit Robin Buckley, für die er später Gefühle entwickelt. Obwohl er von ihr abgewiesen wird, nachdem sie sich als lesbisch outet, bleibt er ihr freundschaftlich eng verbunden. Robin, Dustin, Erica und er entdecken die geheime russische Basis unter der Starcourt Mall, wo er später neben Robin von den Russen inhaftiert wird. Am Ende der dritten Staffel helfen er und Robin im Kampf gegen Billy und den Mind Flayer. Drei Monate später versuchen er und Robin, Jobs in der örtlichen Videothek zu bekommen. Der einzige Grund, warum er eingestellt wird, ist laut Robin die Tatsache, dass er ein „Frauenmagnet“ sei. In der vierten Staffel gelangt er durch ein Tor in einem See für kurze Zeit ins „Upside Down“, wo er von Nancy, Robin und dem „Hellfire-Club“-Anführer Eddie gerettet wird. Am Ende kämpft er gemeinsam mit Robin und Nancy gegen Vecna.

### Billy Hargrove
William „Billy“ Hargrove ist der Stiefbruder von Max. Er ist ein rüpelhafter, rücksichtsloser und gewalttätiger Mensch – eine Folge des körperlichen Missbrauchs, den er selbst von seinem Vater erleidet. Besonders Max bekommt seine Hasstiraden zu spüren, da er sie dafür verantwortlich macht, in Hawkins gelandet zu sein. Er kann es nicht ausstehen, dass Max mit Mike und den anderen abhängt. Billy ist ziemlich promisk und schläft oft mit gelangweilten Hausfrauen. In Staffel 3 wird er widerwillig vom Mind Flayer besessen. Rückblenden zeigen, dass Billy ein enges und liebevolles Verhältnis zu seiner Mutter hat, diese ihn jedoch in jungen Jahren bei der Trennung von seinem gewalttätigen Vater zurückgelassen hat. Am Ende der dritten Staffel ist Billy als Handlanger des Mind Flayers am Endkampf in der Mall beteiligt. Elf weckt in ihm die Erinnerung an ein Schlüsselerlebnis mit seiner Mutter, worauf er sich aus dem Einfluss des Mind Flayers befreien kann. Daraufhin stellt er sich dem Monster entgegen und opfert sich, um Elf vor dem sicheren Tod zu retten. Er entschuldigt sich bei Max für sein Fehlverhalten und stirbt in ihren Armen.

### Bob Newby
Bob Newby ist ein ehemaliger Klassenkamerad von Joyce und Hopper, der das Elektrotechnikfachgeschäft „Hawkins Radio Shack“ leitet, und ist in Staffel 2 mit Joyce liiert. Er ist ein liebevoller und warmherziger Mensch, den auch Joyce Söhne mögen. Er entschlüsselt im Laufe der Staffel auch, dass Wills „wirre“ Zeichnungen eine unterirdische Karte von Hawkins darstellen. Dadurch kann er Joyce helfen, Hopper aus den unterirdischen Gängen zu befreien. Während das Hawkins Lab von den Demodogs angegriffen wird, befindet er sich gemeinsam mit Hopper, dem bewusstlosen Will, Mike, Joyce und Dr. Owens dort. Da er sich als Einziger mit Computertechnik auskennt, meldet er sich freiwillig, um die ferngesteuerte Anlage zurückzusetzen, damit sich die abgeriegelten Türen wieder öffnen lassen. Er schafft es am Ende jedoch nicht aus dem Labor und wird vor Joyce’ und Hoppers Augen von Demodogs angegriffen, getötet und gefressen. Später erklärt Mike, dass es Bob war, der den AV-Club der Schule gegründet hat und nicht umsonst gestorben sei.

### Sam Owens
Dr. Sam Owens ist ein leitender Angestellter des US-Energieministeriums und der Nachfolger von Martin Brenner. Owens engagiert sich ebenso für die wissenschaftliche Forschung und verfolgt seine Ziele stur und eloquent. Jedoch ist er einfühlsamer, verständnis- und rücksichtsvoller als sein Vorgänger. Owens ist verantwortlich für die Untersuchung und Behandlung von Wills anhaltenden traumatischen Episoden. Er verlässt seinen Posten im Hawkins Lab am Ende von Staffel 2, nachdem er von Demodogs angegriffen wurde. Er übergibt Hopper eine Geburtsurkunde, welche Hopper zu Elevens Vater erklärt. In Staffel 3 versucht Hopper ihn über die geheime russische Basis zu informieren und er erscheint daraufhin kurz am Ende der dritten Staffel. In Staffel 4 spielt er wieder eine größere Rolle, als er Eleven zu Dr. Brenner führt und dort Experimente mit ihr durchführt, damit sie ihre Kräfte wiedererlangen kann. Anders als Brenner möchte er damit jedoch nur Elf und Hawkins helfen und wird von Brenners Leuten eingesperrt und misshandelt, als er Elf die eigene Wahl lassen wollte. Nach der Einnahme der geheimen Basis durch eine andere Einheit von Bundesagenten, die auf der Suche nach Elf waren und die gesamten Mitarbeiter des Projektes einschließlich Brenners töteten, ist Owens Verbleib und sogar sein Überleben unbekannt.

### Robin Buckley
Robin Buckley ist die Kollegin von Steve und arbeitet mit ihm zusammen im Scoops Ahoy, der Eisdiele der Starcourt Mall. Sie wird in der dritten Staffel vorgestellt. Robin ist sarkastisch und gelangweilt von ihrem Job und neckt Steve damit, zu unfähig zum Flirten zu sein. Sie spricht vier Sprachen fließend, nämlich Englisch, Spanisch, Französisch und Italienisch. Sie spricht auch die Spielsprache „Pig Latin“. Dadurch ist sie in der Lage, den russischen Geheimcode zu entschlüsseln, und findet zusammen mit Steve, Dustin und Erica die Basis. Robin ist seit 12 Jahren in einer Band und Teil des „Scoops Troops“. Während sie zunächst sagt, dass sie in der High School von Steve besessen war, gesteht sie ihm unter Einfluss des Wahrheitsserums, dass sie in Wahrheit auf das Mädchen stand, mit dem Steve damals flirtete, und outet sich ihm gegenüber als lesbisch. Am Ende der dritten Staffel fängt sie gemeinsam mit Steve einen neuen Job in der örtlichen Videothek an. Gemeinsam mit Nancy geht sie in Staffel vier dem Mysterium um Victor Creel auf den Grund, um den Zusammenhang mit Vecna herauszufinden und ihn schließlich mithilfe von allen zu besiegen.

### Erica Sinclair
Erica Sinclair ist Lucas’ jüngere Schwester. Sie hilft Dustin, Steve und Robin bei der Infiltration der russischen Basis unter der Starcourt Mall. Während dieser Veranstaltungen überzeugt Dustin Erica, dass sie wie er selbst und seine Freunde ein Nerd ist und dass sie das akzeptieren sollte. Am Ende der dritten Staffel erhält sie Wills Dungeons & Dragons-Handbücher. Sie ist sehr widerspenstig, frech und bezeichnet ihren älteren Bruder und seine Freunde oft abwertend als Nerds. Jedoch ist sie auch mutig, hilfsbereit und hat ein großes Herz. In der vierten Staffel unterstützt sie die anderen wieder im Kampf gegen die bösen Mächte aus dem Upside Down.

### Murray Bauman
Murray Bauman ist ein Privatdetektiv und Verschwörungstheoretiker, der Barbara Hollands Verschwinden untersuchen soll. Er wurde erstmals in Staffel 2 eingeführt und unterstützt Nancy und Jonathan bei ihrer Mission, das Hawkins National Laboratory zu schließen. In Staffel 3 hilft er Joyce und Hopper, die geheime unterirdische Basis in der Starcourt Mall zu infiltrieren, wo die Russen eine Maschine gebaut hatten, die in der Lage war, ein Tor zum Upside Down zu öffnen. Es wird auch gezeigt, dass er fließend Russisch spricht. In der vierten Staffel versucht er gemeinsam mit Joyce, in das Gefangenenlager in Russland zu gelangen, um Hopper zu retten, was am Ende auch gelingt. Sowohl in der dritten wie auch der vierten Staffel sind Baumanns fließende Russisch-Kenntnisse von großem Nutzen.

## Besetzung und Synchronisation
Die deutsche Synchronisation wurde von Studio Hamburg Synchron GmbH und dem CSC Studio erstellt. Verantwortlich für die Dialogregie ist Susanne Sternberg. Die Dialogbücher stammen von Susanne Sternberg, Luise Charlotte Brings, Ariane Huth und Franciska Friede.

### Hauptbesetzung
| Rollenname                                             | Schauspieler       | Bild               | Synchronsprecher                                      | Hauptrolle (Episoden) | Nebenrolle (Episoden)            |
| ------------------------------------------------------ | ------------------ | ------------------ | ----------------------------------------------------- | --------------------- | -------------------------------- |
| Joyce Byers                                            | Winona Ryder       | Winona Ryder       | Katrin Decker                                         | 1.01–                 |                                  |
| Chief Jim Hopper                                       | David Harbour      | David Harbour      | Peter Flechtner                                       | 1.01–                 |                                  |
| Mike Wheeler                                           | Finn Wolfhard      | Finn Wolfhard      | Lucca Bach (Staffel 1) Florian Leroy (ab Staffel 2)   | 1.01–                 |                                  |
| Jane Ives / Jane Hopper alias Eleven „El“ / Elf „Elfi“ | Millie Bobby Brown | Millie Bobby Brown | Carlotta Pahl                                         | 1.01–                 |                                  |
| Dustin Henderson                                       | Gaten Matarazzo    | Gaten Matarazzo    | Jonas Herrmann (Folge 1–2) Leander Elias (ab Folge 3) | 1.01–                 |                                  |
| Lucas Sinclair                                         | Caleb McLaughlin   | Caleb McLaughlin   | Piet Nowatzky                                         | 1.01–                 |                                  |
| Nancy Wheeler                                          | Natalia Dyer       | Natalia Dyer       | Elise Eikermann                                       | 1.01–                 |                                  |
| Jonathan Byers                                         | Charlie Heaton     | Charlie Heaton     | Lino Böttcher                                         | 1.01–                 |                                  |
| Karen Wheeler                                          | Cara Buono         | Cara Buono         | Susanne Sternberg                                     | 1.01–3.08             | 4.01, 4.05–4.07, 4.09            |
| Martin Brenner                                         | Matthew Modine     | Matthew Modine     | Achim Buch                                            | 1.01–1.08, 4.01–4.09  | 2.05, 2.07, 2.09                 |
| William „Will“ Byers                                   | Noah Schnapp       | Noah Schnapp       | Max Buckreus                                          | 2.01–                 | 1.01–1.05, 1.07–1.08             |
| Steve Harrington                                       | Joe Keery          | Joe Keery          | Flemming Stein                                        | 2.01–                 | 1.01–1.08                        |
| Maxine „Max“ Mayfield / „Mad Max“                      | Sadie Sink         | Sadie Sink         | Luna Logemann                                         | 2.01–                 |                                  |
| Billy Hargrove                                         | Dacre Montgomery   | Dacre Montgomery   | Tobias Diakow                                         | 2.01–3.08             | 4.04, 4.09                       |
| Bob Newby                                              | Sean Astin         | Sean Astin         | Patrick Bach                                          | 2.01–2.08             | 3.01, 3.03                       |
| Sam Owens                                              | Paul Reiser        | Paul Reiser        | Stephan Benson (Staffel 2–3) Uwe Büschken (Staffel 4) | 2.01–2.09, 4.03–      | 3.08                             |
| Erica Sinclair                                         | Priah Ferguson     | Priah Ferguson     | Martha Bremer                                         | 3.01–                 | 2.02, 2.05–2.06, 2.09            |
| Robin Buckley                                          | Maya Hawke         | Maya Hawke         | Franciska Friede                                      | 3.01–                 |                                  |
| Murray Bauman                                          | Brett Gelman       | Brett Gelman       | Robin Brosch                                          | 4.01–                 | 2.01, 2.05–2.06, 2.09, 3.05–3.08 |

### Nebenbesetzung
| Rollenname                                | Schauspieler            | Nebenrolle (Episoden)                                                         | Synchronsprecher               |
| ----------------------------------------- | ----------------------- | ----------------------------------------------------------------------------- | ------------------------------ |
| Ted Wheeler                               | Joe Chrest              | 1.01–1.02, 1.04–2.02, 2.04–2.05, 2.09–3.01, 3.03, 3.07, 4.01, 4.05–4.07, 4.09 |                                |
| Holly Wheeler                             | Tinsley Price           | 1.01–1.03, 1.06–1.07, 2.01–2.02, 2.04, 3.01, 3.07, 4.05–4.07, 4.09            |                                |
| Calvin Powell                             | Rob Morgan              | 1.01–2.03, 3.02, 4.02–4.03, 4.06–4.07                                         | Michael Bideller               |
| Phil Callahan                             | John Reynolds           | 1.01–2.03, 3.03–3.04, 4.02–4.03, 4.06–4.07                                    | Jens Wendland                  |
| Barbara „Barb“ Holland                    | Shannon Purser          | 1.01–1.03, 1.07–1.08, 2.02                                                    | Franciska Friede               |
| Mr. Scott Clarke                          | Randy Havens            | 1.01–1.02, 1.04–1.07, 2.01, 2.03–2.04, 2.09, 3.02                             | Benjamin Morik                 |
| Connie Frazier                            | Catherine Dyer          | 1.01–1.02, 1.06–1.08                                                          | Gabriele Libbach               |
| Demogorgon                                | Mark Steger             | 1.01–1.03, 1.05–1.06, 1.08                                                    |                                |
| Lonnie Byers                              | Ross Partridge          | 1.01–1.02, 1.04–1.05                                                          | Robert Missler                 |
| Troy Walsh                                | Peyton Wich             | 1.01, 1.03–1.04, 1.06–1.07                                                    |                                |
| James Dante                               | Cade Jones              | 1.01, 1.03–1.04, 1.06                                                         | Florian Leroy                  |
| Florence                                  | Susan Shalhoub Larkin   | 1.01–1.02, 1.05–1.08, 2.01, 2.03–2.04, 3.02                                   | Heidi Berndt                   |
| Schulleiter Coleman                       | Tony Vaughn             | 1.01, 1.04–1.05, 2.01                                                         | Erik Schäffler                 |
| Benny Hammond                             | Chris Sullivan          | 1.01–1.02                                                                     | Jürgen Holdorf                 |
| Carol Perkins                             | Chelsea Talmadge        | 1.02–1.03, 1.06–1.07, 2.01–2.02                                               | Franziska Trunte               |
| Tommy Hagan                               | Chester Rushing         | 1.02–1.03, 1.06–1.07, 2.02–2.04                                               | Philipp Draeger                |
| Donald Melvald                            | Charles Lawlor          | 1.02–1.03, 1.05, 2.01                                                         | Henry König                    |
| Terry Ives                                | Aimee Mullins           | 1.03, 1.06, 2.04–2.05, 2.07, 2.09                                             | Jannika Jira                   |
| Marsha Holland                            | Cynthia Barrett         | 1.03, 2.01, 2.03, 2.09                                                        |                                |
| Marissa                                   | Christi Waldon          | 1.03, 2.03, 4.03                                                              | Kristina von Weltzien          |
| Sue Sinclair                              | Karen Ceesay            | 1.05, 2.02, 2.05, 4.06–4.07                                                   |                                |
| Charles Sinclair                          | Arnell Powell           | 1.05, 2.05, 4.06–4.07                                                         | Jan-David Rönfeldt             |
| Becky Ives                                | Amy Seimetz             | 1.06, 2.05, 2.07                                                              | Anne Moll                      |
| Claudia Henderson                         | Catherine Curtin        | 2.01–2.05, 2.09–3.01, 4.01–4.02, 4.06–4.07                                    |                                |
| Kali / Eight                              | Linnea Berthelsen       | 2.01, 2.07–2.09                                                               | Nadine Wöbs                    |
| Susan Mayfield                            | Jennifer Marshall       | 2.08–2.09, 4.01–4.02, 4.04                                                    |                                |
| Bruce                                     | Jake Busey              | 3.01–3.06                                                                     | Constantin von Jascheroff      |
| Tom Holloway                              | Michael Park            | 3.01–3.06                                                                     | David Bunners                  |
| Heather Holloway                          | Francesca Reale         | 3.01–3.06                                                                     |                                |
| Larry Kline                               | Cary Elwes              | 3.01–3.02, 3.04, 3.06–3.08                                                    |                                |
| Grigori                                   | Andrey Ivchenko         | 3.01–3.03, 3.05–3.08                                                          | Bernd Egger                    |
| Alexei                                    | Alec Utgoff             | 3.01, 3.04–3.07                                                               | Originalton                    |
| Doris Driscoll                            | Peggy Miley             | 3.02–3.04, 3.06                                                               |                                |
| Major General Stepanov                    | John Vodka              | 3.06                                                                          |                                |
| Suzie Bingham                             | Gabriella Pizzolo       | 3.08–4.01, 4.06                                                               | Elena Zvirbulis                |
| Peter Ballard / Henry Creel / One / Vecna | Jamie Campbell Bower    | 4.01–                                                                         | Jonas Minthe Tim Grobe (Vecna) |
| Peter Ballard / Henry Creel / One / Vecna | Raphael Luce (jung)     | 4.04, 4.07–4.09                                                               |                                |
| Argyle                                    | Eduardo Franco          | 4.01–4.06, 4.08–4.09                                                          | Christopher Arndt              |
| Jason Carver                              | Mason Dye               | 4.01–4.06, 4.08–4.09                                                          | Brian Sommer                   |
| Eddie Munson                              | Joseph Quinn            | 4.01–4.03, 4.05–4.09                                                          | Nils Rieke                     |
| Angela                                    | Elodie Grace Orkin      | 4.01–4.03                                                                     | Liza Ohm                       |
| Zehn                                      | Christian Ganiere       | 4.01, 4.07                                                                    | Ben Küch                       |
| Zwei                                      | Tristan Spohn           | 4.01, 4.05–4.07                                                               |                                |
| Vicky                                     | Amybeth McNulty         | 4.01, 4.08–4.09                                                               | Emily Seubert                  |
| Dmitri Antonov                            | Tom Wlaschiha           | 4.02–4.09                                                                     | Tom Wlaschiha                  |
| Wayne Munson                              | Joel Stoffer            | 4.02, 4.05, 4.09                                                              |                                |
| Yuri Ismaylov                             | Nikola Đuričko          | 4.04–4.09                                                                     | Martin Sabel                   |
| Victor Creel                              | Robert Englund          | 4.04                                                                          | Walter Wigand                  |
| Victor Creel                              | Kevin L. Johnson (jung) | 4.04, 4.07                                                                    | Colin Hausberg                 |

## Produktion
Die Dreharbeiten zur ersten Staffel begannen im November 2015. Gefilmt wurde an Drehorten in der Region von Atlanta im Bundesstaat Georgia, wobei Jackson als fiktive Kleinstadt Hawkins im Bundesstaat Indiana diente. Die Sets für die Innenaufnahmen des Hawkins Labs und der Wohnhäuser baute Szenenbildner Chris Trujillo in den Screen Gems Studios in Atlanta.
Die Außenaufnahmen des Hawkins National Laboratory zeigen das ehemalige Georgia Mental Health Institute, das nun zum Campus der Emory University gehört.
Die Dreharbeiten für die zweite Staffel begannen im November 2016, wiederum in der Region Atlanta.
Die Dreharbeiten für die dritte Staffel begannen am 23. April 2018 und für die vierte Staffel im Januar 2020. Bei den Dreharbeiten zur vierten Staffel gab es allerdings einige Probleme, da aufgrund von Maßnahmen gegen die COVID-19-Pandemie die Dreharbeiten mehrmals über längere Zeiträume unterbrochen werden mussten.
Eine finale fünfte Staffel ist in Planung und wird acht Episoden umfassen. Die Dreharbeiten für die fünfte Staffel sollten im Mai 2023 beginnen, mussten aber wegen des Drehbuchautorenstreiks im selben Monat auf unbestimmte Zeit unterbrochen werden. Die Dreharbeiten haben, nachdem der Streik im September 2023 beendet wurde, am 5. Januar 2024 begonnen. Allerdings kann davon ausgegangen werden, dass die Staffel auf Grund der zu erwartenden Länge und anderem erst im Jahr 2025 ausgestrahlt werden wird.

## Veröffentlichung
Laut Netflix brach die Serie jegliche vorherigen Rekorde mit der Veröffentlichung der dritten Staffel, welche von über 40,7 Millionen Haushalten innerhalb der ersten vier Tagen gesehen wurde. Im ersten Monat nach der Veröffentlichung wurde die dritte Staffel von über 64 Millionen Haushalten gesehen.
Die Veröffentlichung der vierten Staffel stellt ebenfalls neue Rekorde für den Streamingdienst auf. Laut Netflix wurde der erste Teil der vierten Staffel am Veröffentlichungswochenende über 286 Millionen Stunden gestreamt und ist somit der höchste Wert einer englischsprachigen Netflix-Produktion.

## Rezeption

### Kritiken
Die Serie wurde allgemein positiv bis sehr positiv aufgenommen. Auf der Rezensionen sammelnden Webseite Rotten Tomatoes erreichte die Serie einen Durchschnitt von 94 %, auf der Seite Metacritic erreichte sie einen Score von 76. Als Kritikpunkt wurde meist genannt, dass Stranger Things nicht viel Neues biete und zwar gut als Hommage, nicht aber als eigenständige Serie dastehen würde.

Meist fielen die professionellen Kritiken jedoch gut bis euphorisch aus. Besonders die Schauspielleistung von Winona Ryder wird vielfach gelobt. Das Setting und der Soundtrack werden als sehr authentisch und stimmungsvoll beschrieben, die Schauspielleistungen der Kinder werden oft positiv hervorgehoben. So schrieb etwa Carolin Ströbe in der Zeit: 

„„Die neue Netflix-Serie Stranger Things changiert zwischen Mysteryfilm, Teenie-Slasher und High-School-Drama und ist eine Schatzkiste für 1980er-Jahre-Film-Fans. Man kann die Referenzen gar nicht alle aufzählen: E.T., Stand by Me, Die Goonies, Carrie, Alien, Poltergeist, Der Blob und natürlich Nightmare on Elm Street.“  Stranger Things sei wie die Serie, die Steven Spielberg und Stephen King niemals gemacht haben, schrieben amerikanische Kritiker.“

Die Serie wurde für einen Golden Globe als beste Dramaserie nominiert und Winona Ryder als beste Hauptdarstellerin. Millie Bobby Brown, Winona Ryder und das gesamte Schauspieler-Ensemble erhielten je eine Nominierung für einen Screen Actors Guild Award; das Ensemble wurde ausgezeichnet.
Eine Umfrage der US-Website Rotten Tomatoes ergab 2018, dass Stranger Things unter der ab Mitte der 1960er Jahre geborenen Generation X und der ab den frühen 1980er Jahren geborenen Generation der Millennials  die beliebteste Netflix-Serie war.

### Rezeption in der Popkultur
In der Episode Fett's Dance (Orig.: I'm Dancing as Fat as I Can, Nr. 13 der 30. Staffel) der Zeichentrickserie Die Simpsons geht es um eine Netflix-Serie namens Odder Stuff. Dies ist eine Parodie auf Stranger Things.
Ubisoft hat für seinen Ego-Shooter Far Cry 6 am 22. März 2022 die kostenlose Erweiterung Verschwunden veröffentlicht, ein Crossover mit der Netflix-Serie. Hier betritt man auf der Suche nach einem treuen Gefährten eine verzerrte Schattenversion der Spielwelt Yara.

## Beyond Stranger Things
Mit der Veröffentlichung der zweiten Staffel wurde von Netflix am 27. Oktober 2017 ebenfalls Beyond Stranger Things veröffentlicht. Es handelt sich hierbei um eine Talkshow, in der in insgesamt sieben Folgen die Entwickler und Darsteller auftreten. Moderiert wird die Show von Jim Rash. Inhaltlich geht es um die Produktion und Hintergründe der Serie, insbesondere um Staffel 2 und die Entwicklung zu dieser.
| Nr. | Deutscher Titel      | Originaltitel    | Gäste |
| --- | -------------------- | ---------------- | --- |
| 1   | Geflasht             | Mind Blown       | Shawn Levy, die Duffer-Brüder, Finn Wolfhard und Millie Bobby Brown Videogast: David Harbour                                           |
| 2   | Verrückt nach Max    | Mad for Max      | Shawn Levy, die Duffer-Brüder, Caleb McLaughlin, Gaten Matarazzo und Sadie Sink                                                        |
| 3   | Unverhofftes Bündnis | Unlikely Allies  | Shawn Levy, die Duffer-Brüder, Gaten Matarazzo und Joe Keery                                                                           |
| 4   | Wahrheit in Hawkins  | Truth in Hawkins | Joe Keery, Natalia Dyer, Charlie Heaton und Brett Gelman Videogäste: David Harbour und Shannon Purser                                  |
| 5   | Der AV-Club          | The AV Club      | Caleb McLaughlin, Gaten Matarazzo, Noah Schnapp, Randy Havens und Bill Nye Videogast: Sean Astin                                       |
| 6   | Die Neuen            | The New Class    | Sadie Sink, Brett Gelman, Dacre Montgomery und Linnea Berthelsen Videogäste: Sean Astin und Paul Reiser                                |
| 7   | Torschluss           | Closing the Gate | Shawn Levy, die Duffer-Brüder, Millie Bobby Brown, Noah Schnapp und Natalia Dyer Videogäste: David Harbour, Sean Astin und Eddie Tsang |

## Stranger Things: The Game
Am 4. Oktober 2017 veröffentlichte Netflix ein Videospiel für iOS und Android unter dem Titel Stranger Things: The Game. Das in 16-Bit-Grafik gehaltene Adventure lässt den Spieler die fiktive Kleinstadt Hawkins und seine Umgebung erforschen. Die Aufgabe des Spielers ist das Lösen von Puzzles und das Töten von verschiedensten Gegnern. Hierzu kann er zwischen mehreren Charakteren wechseln. Im Gegensatz zur Serie, die in den 1980er Jahren spielt, orientiert sich das Videospiel an den Videospielen aus den 1990er-Jahren. Das Spiel wurde vom Indie-Spieleentwickler BonusXP aus Allen, Texas, für Netflix entwickelt.
Zeitgleich mit der Veröffentlichung von Staffel 3 wurde auch der Nachfolger mit dem Titel Stranger Things 3: The Game für iOS, Android, Nintendo Switch, PC & Mac, Xbox One und PlayStation 4 herausgebracht. Die Spieleigenschaften ähneln stark dem Vorgänger, jedoch diesmal mit einer anderen Storyline.

## Stranger Things: Bücher
Am 30. Oktober 2018 wurde Stranger Things: Worlds Turned Upside Down veröffentlicht. Bei der Veröffentlichung der Übersetzung am 10. Dezember 2018 in Deutschland wurde der Untertitel durch den Hinweis Das offizielle Begleitbuch ersetzt. Es liefert umfangreiche Hintergrundinformationen über unter anderem die Inspirationsquellen und die Produktion der Serie.
Am 5. Februar 2019 wurde Stranger Things: Suspicious Minds von der Autorin Gwenda Bond veröffentlicht. Der Roman liefert als erste von mehreren Vorgeschichten Einblicke in Ereignisse, die sich vor der Handlung der Serie zugetragen haben. Hier geht es darum, wie Janes Mutter Terry Ives von Dr. Brenner 1969 für seine Forschung rekrutiert wurde. In Deutschland erschien das Buch am 18. Februar 2019. Als ungekürztes Hörbuch wird es von Sascha Rotermund gelesen.

## Stranger Things: Theater
Am 14. Dezember 2023 fand im Phoenix Theatre im Londoner West End die Uraufführung von Stranger Things: The First Shadow statt. Das Theaterstück stammt von Kate Trefry und basiert auf der Geschichte der Duffer-Brüder Matt und Ross. Die Geschichte ist ein Prequel zu den Ereignissen der Fernsehserie Stranger Things. Am New Yorker Broadway soll das Theaterstück ab 22. April 2025 am Marquis Theatre aufgeführt werden.

## Auszeichnungen und Nominierungen (Auswahl)
Emmy Awards
- 2017
  - Nominierung: Beste Serie – Drama
  - Nominierung: Bester Schauspieler in einer Fernsehserie – Drama, für David Harbour
  - Nominierung: Beste Schauspielerin in einer Fernsehserie – Drama, für Millie Bobby Brown
  - Nominierung: Beste Gastdarstellerin in einer Fernsehserie – Drama, für Shannon Purser

- 2018
  - Nominierung: Beste Serie – Drama
  - Nominierung: Bester Schauspieler in einer Fernsehserie – Drama, für David Harbour
  - Nominierung: Beste Schauspielerin in einer Fernsehserie – Drama, für Millie Bobby Brown

- 2020
  - Nominierung: Beste Serie – Drama

Golden Globe Award
- 2017
  - Nominierung: Beste Serie – Drama
  - Nominierung: Beste Serien-Hauptdarstellerin – Drama, für Winona Ryder
  - Nominierung: Bester Nebendarsteller – Serie, Miniserie oder TV Spielfilm, für David Harbour

MTV Movie & TV Awards
- 2017
  - Auszeichnung: Show of the Year
  - Auszeichnung: Bester Schauspieler in einer Show, für Millie Bobby Brown
  - Nominierung: Bester Bösewicht, für Mark Steger
  - Nominierung: Bester Held, für Millie Bobby Brown

People’s Choice Awards
- 2017
  - Nominierung: Lieblingsfernsehserie
  - Nominierung: Lieblings Premiumserie – Sci-Fi/Fantasy
  - Nominierung: Lieblingsschauspielerin in einer Fernsehserie – Sci-Fi/Fantasy, für Millie Bobby Brown

- 2019
  - Auszeichnung: The Show of 2019
  - Auszeichnung: The Drama Show of 2019
  - Nominierung: The Bingeworthy Show of 2019
  - Nominierung: The Sci-Fi/Fantasy Show of 2019
  - Auszeichnung: The Female TV Star of 2019, für Millie Bobby Brown

- 2022[35]
  - Auszeichnung: The Show of 2022
  - Auszeichnung: The Sci-Fi/Fantasy Show of 2022
  - Nominierung: The Female TV Star of 2022, für Millie Bobby Brown
  - Auszeichnung: The Male TV Star of 2022, für Noah Schnapp

Screen Actors Guild Award
- 2017
  - Auszeichnung: Bestes Schauspielensemble in einer Fernsehserie – Drama
  - Nominierung: Beste Darstellerin in einer Fernsehserie – Drama, für Winona Ryder
  - Nominierung: Beste Darstellerin in einer Fernsehserie – Drama, für Millie Bobby Brown

Teen Choice Awards
- 2017
  - Nominierung: Choice Fernsehserie – Sci-Fi/Fantasy
  - Nominierung: Choice Breakout Fernsehserie
  - Nominierung: Choice Breakout Fernsehstar – Finn Wolfhard
  - Nominierung: Choice Breakout Fernsehstar – Millie Bobby Brown

- 2019
  - Auszeichnung: Choice Summer TV Show
  - Auszeichnung: Choice Summer TV Actor, für Noah Schnapp
  - Auszeichnung: Choice Summer TV Actress, für Millie Bobby Brown

Saturn Award
- 2019
  - Auszeichnung: Beste Horror-/Thriller-Streamingserie
  - Auszeichnung: Beste Nebendarstellerin in einer Streamingproduktion, für Maya Hawke[36]

Nickelodeon Kids’ Choice Awards
- 2018
  - Auszeichnung: Favorite TV Drama
  - Auszeichnung: Favorite TV Actress, für Millie Bobby Brown

- 2019
  - Nominierung: Favorite TV Drama